# Liste der Monuments historiques in Ammerschwihr
Die Liste der Monument historique in Ammerschwihr verzeichnet alle klassifizierten und eingetragenen Monuments historiques in der elsässischen Stadt Ammerschwihr.

## Liste der Bauwerke
| Bezeichnung                       | Beschreibung | Standort                                                                   | Kennzeichnung | Schutzstatus | Datum | Bild           |
| --------------------------------- | --- | -------------------------------------------------------------------------- | ------------- | ------------ | ----- | -------------- |
| Kapelle Notre-Dame-des-Trois-Épis | Die Wallfahrt von Trois-Épis entstand 1491 mit einer Marienerscheinung. Bald entstand am Ort der Erscheinung eine erste Kapelle aus Holz gebaut, die in den Jahren 1493 bis 1503 durch einen steinernen Neubau ersetzt wurde. Erst lebte hier ein Eremit, später dann ein Geistlicher. 1332 plünderten die Schweden die Kapelle, 1636 brannte man sie nieder. 1640 wurde sie schließlich wiederaufgebaut. Ab 1651 übernahmen die Zisterzienser von Paris die Kapelle und errichteten ein Kloster. 1779 übernahmen dieses die Kapuziner. Während der französischen Revolution wurden die Kapelle säkularisiert und von Ammerschwihrer Bürgern aufgekauft. Sie gaben sie 1804 an die Kapuziner zurück. Heute wird das Kloster von Redemptoristen bewohnt. Diese errichteten im 20. Jahrhundert eine neue Kirche, die Kapelle blieb aber als Ort der Marienverehrung erhalten. Die Kapelle schließt direkt an das Klostergebäude an und ist ein kleiner Rechtecksaal mit einem eingezogenen Chor mit dreiseitigem Schluss. Auf dem Satteldach des Chores sitzt ein Dachreiter mit geschweifter Haube. Gotische Spitzbogenfenster erhellen das Innere. | Trois-Épis, 18 rue Thierry Schoere (Lage)                                  | PA00085326    | Inscrit      | 1988  | weitere Bilder |
| Burg Meywihr                      | 1950 legte man am Südrand des Ortes die Reste eines Donjons frei. Erstmals erwähnt wurde die Burg im Jahr 1279. Ihre Anfänge gehen aber wohl bis in das 10. Jahrhundert zurück. Anfang des 13. Jahrhunderts gehörte die Burg den Grafen von Pfirt, später dann den Herren zu Rappoltstein. Im 14. Jahrhundert wurde die Burg aufgegeben, verfiel und wurde schließlich als Steinbruch genutzt. Nur wenige Reste sind erhalten, darunter Teile eines quadratischen Wohnturmes aus rotem Sandstein mit grob behauener Eckquaderung. Etwas weiter südlich findet man die Ruinen der ehemaligen Kapelle des untergegangenen Ortes Minnewiller. | Chemin du Schlossweg (Lage)                                                | PA00085324    | Inscrit      | 1956  |                |
| Kirche St-Martin                  | Ältester Teil der Kirche ist der Westturm aus dem 14. Jahrhundert und der rechteckige Chor. In den Jahren 1564 bis 1585 erbaute Claus Wigand die heutige Kirche als Basilika auf den Fundamenten einer mittelalterlichen Kirche und versetzte den Turm. Mittel- und Seitenschiffe sind durch Rundbogenarkaden auf Rundpfeilern getrennt. | Place de l’Abbé-Ignace-Simonis (Lage)                                      | PA00085325    | Inscrit      | 1946  | weitere Bilder |
| Südostecke der Stadtbefestigung   | 1367 verlieh der kaiserliche Vogt Ammerschwihr die Stadtrechte und erlaubte den Bau einer Stadtmauer. Diese entstand ab 1388, wie ältere Mauerreste belegen. Neben den Mauern entstanden auch vier Stadttore: im Westen das Obertor, im Osten das Untertor, im Norden das Kaysersberg-Tor und im Süden das Colmar-Tor. Von dieser ersten Mauer sind das Obertor, der Turm an der Südostecke und der Bürgerturm erhalten. Im 16. Jahrhundert wurde die Befestigung modernisiert. Im Süden wurde der ersten eine zweite Mauer vorgelagert, im Westen und Osten neue Stadttore erbaut. Am neuen Untertor wurde der Schelmenturm als Schutz errichtet. Im 18. Jahrhundert gab man die Mauern auf. Die vermauerten Tore im Norden und Süden wurde 1803 wieder geöffnet. 1806 schleifte man den Großteil der Mauern und verfüllte den Festungsgraben 1866/67. | 1 place du Vieux-Marché (Lage)                                             | PA00125230    | Inscrit      | 1993  |                |
| Wilder-Mann-Brunnen               | Im Zentrum des hexagonalen Brunnenbeckens steht als ein Brunnenstock eine Säule mit bauchiger Entasis. Im unteren Teil verkleidet Blattwerk die Säule, darüber sitzen Löwen mit Ausgießer im Maul, dazwischen Figuren. Die Säule schließt mit einem Kapitell ab. Darauf steht ein bärtiger Mann mit Stock und Wappenschild. Der 1560 erbaute Brunnen wurde im Zweiten Weltkrieg schwer beschädigt und erst nach 1971 restauriert. | Place de l’Ancien-Hôtel-de-Ville Grand-Rue Rue de la Reconnaissance (Lage) | PA00085327    | Classé       | 1965  | weitere Bilder |
| Ruine des alten Rathauses         | Das Rathaus wurde laut einer Inschrift im Treppentürmchen 1552 von dem Colmarer Anton Fromm im Stil der Renaissance errichtet. Erhalten sind 20 Steinmetzzeichen von 11 Steinmetzen. In der ersten Etage befand sich ein großer Sitzungssaal. Die drei Fenster zur Straße waren durch Säulen mit Akanthusblättern getrennt. Im Winter 1944 wurde das Rathaus zerstört. Fotografien aus dem Jahr 1914 dokumentieren allerdings den Originalzustand. Erhalten sind nur die Außenmauern der Giebelfassade und die Reste eines innenliegenden Treppenturmes. Das rundbogige Eingangsportal mit Renaissanceportal und das Seitenportal zum Treppenturm zeugen vom ehemaligen architektonischen Reichtum des Gebäudes. Zwei Pilaster tragen hier ein Gebälk. Darüber sitzt ein Giebelfeld mit zwei Löwen, die ein Wappen tragen. Darüber die Jahreszahl 1557. | Grand Rue (Lage)                                                           | PA00085328    | Classé       | 1965  | weitere Bilder |
| Wohnhaus                          | Das Wohnhaus stammt vermutlich aus dem 17. Jahrhundert und wurde wohl im 18. Jahrhundert verändert. Eventuell wurden auch 1858 Veränderungen vorgenommen. Diese Jahreszahl findet sich gemeinsam mit den Initialen des damaligen Besitzers in einem Stein in der Eckquaderung. Der giebelständige Putzbau steht zurückgesetzt in einem Hof mit Nebengebäuden. Der Giebel wurde in Fachwerkbauweise errichtet. Seine Spitze ist mit Holz verkleidet. Die Fenster sind teilweise mit Segmentbogen, andere mit Rundbogen ausgeführt. Der Keller ist nur teilweise im Erdboden versenkt. | 20 Grand Rue (Lage)                                                        | PA00085329    | Inscrit      | 1931  | weitere Bilder |
| Obertor                           | Das Obertor (Porte Haute) ist eines der ältesten der Stadt und entstand im Rahmen der Befestigungsanlage gegen Ende des 14. Jahrhunderts. Der 20 Meter hohe Turm besitzt ein hohes Dach und sitzt direkt in der Befestigung. Stützmauern halten den Turn im unteren Drittel, die Eckquader sind hervorgehoben. Das Obergeschoss wurde in Fachwerkbauweise ausgeführt. Die Tordurchfahrt ist zur Stadtseite mit einem Rundbogen ausgeführt, nach außen mit einem Spitzbogen. | Grand Rue (Lage)                                                           | PA00085330    | Inscrit      | 1931  | weitere Bilder |
| Bürgerturm                        | Der Bürgerturm entstand im Rahmen der Erbauung der ersten Stadtbefestigung ab 1388. Bekannt ist er auch als „Ölturm“ (Tour de pétrole) – vermutlich, weil er als Öllager diente. Im 17. Jahrhundert wurde der Turm verändert: Er erhielt Schießscharten. Der stadtauswärts halbrunde Turm wurde aus Bruchsteinen errichtet und besitzt Eckquaderungen. Ein Kielbogenfries auf Konsolen sitzt unterhalb des Obergeschosses. Eine Tür aus dem Jahr 1511 zeigt die Wappen der regierenden Herren der Stadt. | Rue de la Rivière-aux-Bains (Lage)                                         | PA00085331    | Inscrit      | 1931  | weitere Bilder |
| Schelmenturm                      | Der runde Turm wurde 1535 über einem hohen Sockel aus Sandstein als Teil der zweiten Festungsmauer errichtet. Vermutlich wurde er anstelle eines älteren Turmes aus dem 14. Jahrhundert erbaut. Die drei Geschosse des Turmes sind durch Gesimse getrennt. In den beiden unteren Geschossen sitzen auffällige Schießscharten. Ein Kegeldach schützt die Mauern. | Grand Rue Route du Vin (Lage)                                              | PA00085332    | Inscrit      | 1931  | weitere Bilder |

## Liste der Objekte
| Bezeichnung                                                                              | Beschreibung                                                                                             | Standort                                                | Kennzeichnung | Schutzstatus | Datum | Bild           |
| ---------------------------------------------------------------------------------------- | --- | ------------------------------------------------------- | ------------- | ------------ | ----- | -------------- |
| Zwei Flachreliefs: Heiliger Christophorus und Heiliger Antonius der Große                | Holz, bemalt, Ende des 15. Jahrhunderts                                                                  | im Hôtel de Ville (Lage)                                | PM68000608    | Classé       | 1982  |                |
| Schrank                                                                                  | verschiedene Hölzer, 1616                                                                                | im Hôtel de Ville (Lage)                                | PM68000867    | Classé       | 2003  |                |
| Gemälde Beweinung Christi                                                                | Ölfarbe auf Leinwand, vergoldeter Holzrahmen, zweite Hälfte des 17. Jahrhunderts, nach Anthonis van Dyck | im Hôtel de Ville (Lage)                                | PM68001380    | Inscrit      | 2001  |                |
| Büste des heiligen Urban                                                                 | Holz, farbig gefasst und vergoldet, 17. Jahrhundert                                                      | im Schelmenturm (Lage)                                  | PM68000989    | Inscrit      | 1982  |                |
| Skulptur Erzengel Michael                                                                | Holz, farbig gefasst und vergoldet, 18. Jahrhundert                                                      | im Pfarrhaus (Lage)                                     | PM68000610    | Classé       | 1984  |                |
| Skulptur Madonna mit Kind                                                                | Holz, farbig gefasst und vergoldet, um 1700                                                              | im Pfarrhaus (Lage)                                     | PM68000988    | Inscrit      | 1985  |                |
| Skulptur Betender Christus                                                               | aus einer Ölberggruppe; Stein, um 1500                                                                   | westlich des Ortes auf einem Felsen oberhalb der D 11.8 | PM68000609    | Classé       | 1982  |                |
| Skulptur Heiliger Martin                                                                 | Holz, farbig gefasst, Ende des 15. Jahrhunderts                                                          | in der Kirche St-Martin (Lage)                          | PM68000007    | Classé       | 1974  |                |
| Skulptur Madonna mit Kind                                                                | Holz, farbig gefasst, um 1700; derzeit in der Grundschule aufgestellt                                    | in der Kirche St-Martin (Lage)                          | PM68000598    | Classé       | 1982  |                |
| Drei Bischofsskulpturen                                                                  | Holz, farbig gefasst, 18. Jahrhundert                                                                    | in der Kirche St-Martin (Lage)                          | PM68000600    | Classé       | 1982  |                |
| Kruzifix                                                                                 | Holz, farbig gefasst, Ende des 15. Jahrhunderts                                                          | in der Kirche St-Martin (Lage)                          | PM68000611    | Classé       | 1984  |                |
| Pietà                                                                                    | Nussbaumholz, Ende des 15. Jahrhunderts; derzeit in der Kapelle des Maison de Retraite St-Ignace         | in der Kirche St-Martin (Lage)                          | PM68000612    | Classé       | 1982  |                |
| Kruzifix                                                                                 | Holz, farbig gefasst, Ende des 17. Jahrhunderts                                                          | in der Kirche St-Martin (Lage)                          | PM68000010    | Classé       | 1988  |                |
| Kruzifix                                                                                 | Holz, farbig gefasst, Ende des 15. Jahrhunderts                                                          | in der Kirche St-Martin (Lage)                          | PM68000008    | Classé       | 1974  |                |
| Kreuzigungsgruppe                                                                        | Holz, farbig gefasst, Ende des 15. Jahrhunderts                                                          | in der Kirche St-Martin (Lage)                          | PM68000009    | Classé       | 1980  | weitere Bilder |
| Pietà                                                                                    | Holz, farbig gefasst, 18. Jahrhundert                                                                    | in der Kirche St-Martin (Lage)                          | PM68000599    | Classé       | 1982  |                |
| Skulptur Heiliger Eligius                                                                | Holz, farbig gefasst, Ende des 15. Jahrhunderts                                                          | in der Kirche St-Martin (Lage)                          | PM68000613    | Classé       | 1982  |                |
| Skulptur Heiliger Stephan                                                                | Holz, farbig gefasst, Ende des 15. Jahrhunderts                                                          | in der Kirche St-Martin (Lage)                          | PM68000614    | Classé       | 1982  |                |
| Skulptur eines Mönches                                                                   | Holz, farbig gefasst, Anfang des 16. Jahrhunderts                                                        | in der Kirche St-Martin (Lage)                          | PM68000620    | Classé       | 1982  |                |
| Pietà                                                                                    | Holz, farbig gefasst, 19. Jahrhundert                                                                    | in der Kirche St-Martin (Lage)                          | PM68000986    | Inscrit      | 1982  |                |
| Skulptur Auferstandener Christus                                                         | Holz, farbig gefasst, 1618                                                                               | in der Kirche St-Martin (Lage)                          | PM68000597    | Classé       | 1982  |                |
| Skulptur eines predigenden Geistlichen                                                   | Holz, farbig gefasst, 18. Jahrhundert                                                                    | in der Kirche St-Martin (Lage)                          | PM68000601    | Classé       | 1982  |                |
| Gemälde Vermählung Mariens                                                               | Ölfarbe auf Leinwand, vergoldeter Holzrahmen, 1779, nach Charles André van Loo                           | in der Kirche St-Martin (Lage)                          | PM68000602    | Classé       | 1982  |                |
| Sieben Heiligenskulpturen                                                                | Holz, farbig gefasst, 18. Jahrhundert                                                                    | in der Kirche St-Martin (Lage)                          | PM68000604    | Classé       | 1982  |                |
| Zwei Skulpturen: Petrus und Paulus                                                       | Holz, farbig gefasst, 16. Jahrhundert                                                                    | in der Kirche St-Martin (Lage)                          | PM68000607    | Classé       | 1982  |                |
| Vier Skulpturen eines Ölbergs                                                            | Holz, farbig gefasst, ab 1617                                                                            | in der Kirche St-Martin (Lage)                          | PM68000621    | Classé       | 1982  |                |
| Orgel                                                                                    | Haupteintrag für PM68000605                                                                              | in der Kirche St-Martin (Lage)                          | PM68000872    | Classé       | 1982  | weitere Bilder |
| Orgelprospekt                                                                            | 1762 von François Louis Dubois und Martin Bergäntzel gebaut                                              | in der Kirche St-Martin (Lage)                          | PM68000605    | Classé       | 1982  | weitere Bilder |
| Skulpturengruppe Erziehung Mariens                                                       | Holz, farbig gefasst, Anfang des 16. Jahrhunderts                                                        | in der Kirche St-Martin (Lage)                          | PM68000982    | Inscrit      | 1982  |                |
| Zwei Skulpturen: Bischof und Papst                                                       | Holz, farbig gefasst, 18. Jahrhundert                                                                    | in der Kirche St-Martin (Lage)                          | PM68000983    | Inscrit      | 1982  |                |
| Skulptur Madonna mit Kind                                                                | Prozessionsfigur; Holz, farbig gefasst und vergoldet, erste Hälfte des 19. Jahrhunderts                  | in der Kirche St-Martin (Lage)                          | PM68000984    | Inscrit      | 1982  |                |
| Gemälde Der heilige Georg besiegt den Drachen                                            | Ölfarbe auf Leinwand, vergoldeter Holzrahmen, 1807, von Sébastien Griss                                  | in der Kirche St-Martin (Lage)                          | PM68000603    | Classé       | 1982  |                |
| Kanzel                                                                                   | Stein und Holz, 1888                                                                                     | in der Kirche St-Martin (Lage)                          | PM68000606    | Classé       | 1982  | weitere Bilder |
| Skulptur Heiliger Stephan                                                                | Holz, farbig gefasst, Ende des 15. Jahrhunderts                                                          | in der Kirche St-Martin (Lage)                          | PM68000615    | Classé       | 1982  |                |
| Skulptur Heiliger Rochus                                                                 | Holz, farbig gefasst, Ende des 15. Jahrhunderts                                                          | in der Kirche St-Martin (Lage)                          | PM68000616    | Classé       | 1982  |                |
| Skulptur Palmesel                                                                        | Holz, farbig gefasst, um 1500                                                                            | in der Kirche St-Martin (Lage)                          | PM68000617    | Classé       | 1982  |                |
| Skulptur Madonna mit Kind                                                                | Holz, farbig gefasst, um 1500                                                                            | in der Kirche St-Martin (Lage)                          | PM68000618    | Classé       | 1982  |                |
| Pietà                                                                                    | Holz, farbig gefasst, Anfang des 16. Jahrhunderts                                                        | in der Kirche St-Martin (Lage)                          | PM68000619    | Classé       | 1982  |                |
| Rosenkranzaltar                                                                          | Altartisch, Retabel und Skulpturen; Holz, farbig gefasst und vergoldet, sowie Ölfarbe auf Holz, um 1900  | in der Kirche St-Martin (Lage)                          | PM68000985    | Inscrit      | 1982  | weitere Bilder |
| Skulptur Tod des heiligen Joseph                                                         | Holz, farbig gefasst, 19. Jahrhundert                                                                    | in der Kirche St-Martin (Lage)                          | PM68000987    | Inscrit      | 1982  |                |
| Grenzstein des Klosters Pairis                                                           | Sandstein, 17. Jahrhundert                                                                               | in der Kapelle Notre-Dame-des-Trois-Épis (Lage)         | PM68000676    | Classé       | 1993  |                |
| Grenzstein des Malteserordens                                                            | Sandstein, 18. Jahrhundert                                                                               | in der Kapelle Notre-Dame-des-Trois-Épis (Lage)         | PM68000677    | Classé       | 1993  |                |
| Skulptur Madonna mit Kind                                                                | Holz, farbig gefasst und vergoldet, Anfang des 17. Jahrhunderts                                          | in der Kapelle Notre-Dame-des-Trois-Épis (Lage)         | PM68000678    | Classé       | 1993  |                |
| Skulptur Heiliger Antonius der Große                                                     | Holz, 17. oder 18. Jahrhundert                                                                           | in der Kapelle Notre-Dame-des-Trois-Épis (Lage)         | PM68000684    | Classé       | 1993  |                |
| Skulptur Christus im Grab                                                                | Holz, farbig gefasst, 15. Jahrhundert                                                                    | in der Kapelle Notre-Dame-des-Trois-Épis (Lage)         | PM68000685    | Classé       | 1993  |                |
| Kelchbursa                                                                               | Wolltuch, nach 1791                                                                                      | in der Kapelle Notre-Dame-des-Trois-Épis (Lage)         | PM68000691    | Classé       | 1993  |                |
| Gemälde Die ersten Pilger erreichen Trois-Épis                                           | Ölfarbe auf Leinwand, Mitte des 17. Jahrhunderts                                                         | in der Kapelle Notre-Dame-des-Trois-Épis (Lage)         | PM68000699    | Classé       | 1993  |                |
| Votivtafel für den Heiligen Antonius                                                     | Ölfarbe auf Leinwand, 1695                                                                               | in der Kapelle Notre-Dame-des-Trois-Épis (Lage)         | PM68000704    | Classé       | 1993  |                |
| Rechnungsbuch der Wallfahrten                                                            | Leder, Papier und Tinte, ab 1705                                                                         | in der Kapelle Notre-Dame-des-Trois-Épis (Lage)         | PM68000707    | Classé       | 1993  |                |
| 42 Votivtafeln                                                                           | verschiedene Techniken, 19. und 20. Jahrhundert                                                          | in der Kapelle Notre-Dame-des-Trois-Épis (Lage)         | PM68000712    | Classé       | 1993  |                |
| Grafik Das Kloster Trois-Épis                                                            | Lithographie, 1824                                                                                       | in der Kapelle Notre-Dame-des-Trois-Épis (Lage)         | PM68000718    | Classé       | 1993  |                |
| Gewölbeschlussstein                                                                      | Sandstein, Ende des 15. Jahrhunderts                                                                     | in der Kapelle Notre-Dame-des-Trois-Épis (Lage)         | PM68000686    | Classé       | 1993  |                |
| Patene und Ziborium                                                                      | Zinn und Messing, Ende des 18. Jahrhunderts                                                              | in der Kapelle Notre-Dame-des-Trois-Épis (Lage)         | PM68000690    | Classé       | 1993  |                |
| Gemälde Thierry Schoere berichtet dem Rat von Niedermorschwihr von der Marienerscheinung | Ölfarbe auf Leinwand, Mitte des 17. Jahrhunderts                                                         | in der Kapelle Notre-Dame-des-Trois-Épis (Lage)         | PM68000698    | Classé       | 1993  |                |
| Votivtafel Nr. 1                                                                         | Ölfarbe auf Leinwand, Holzrahmen, 1672                                                                   | in der Kapelle Notre-Dame-des-Trois-Épis (Lage)         | PM68000711    | Classé       | 1993  |                |
| Hauptaltar                                                                               | Altartisch, Tabernakel und Retabel; Holz, farbig gefasst und vergoldet, 1904                             | in der Kapelle Notre-Dame-des-Trois-Épis (Lage)         | PM68000720    | Classé       | 1993  |                |
| Pietà                                                                                    | Keramik, 15. Jahrhundert                                                                                 | in der Kapelle Notre-Dame-des-Trois-Épis (Lage)         | PM68000679    | Classé       | 1993  |                |
| Pietà                                                                                    | Keramik, Kopie von PM68000679                                                                            | in der Kapelle Notre-Dame-des-Trois-Épis (Lage)         | PM68000680    | Classé       | 1993  |                |
| Skulptur Heiliger Antonius der Große                                                     | Holz, farbig gefasst und vergoldet, 18. Jahrhundert                                                      | in der Kapelle Notre-Dame-des-Trois-Épis (Lage)         | PM68000682    | Classé       | 1993  |                |
| Skulptur Heiliger Franziskus von Assisi                                                  | Holz, farbig gefasst und vergoldet, 18. Jahrhundert                                                      | in der Kapelle Notre-Dame-des-Trois-Épis (Lage)         | PM68000683    | Classé       | 1993  |                |
| Gemälde Transport der wundertätigen Statue von Ammerschwihr nach Trois-Épis              | Ölfarbe auf Leinwand, vergoldeter Holzrahmen, 1807                                                       | in der Kapelle Notre-Dame-des-Trois-Épis (Lage)         | PM68000693    | Classé       | 1993  |                |
| Gemälde Grablegung                                                                       | Ölfarbe auf Leinwand, 18. Jahrhundert, nach Federico Barocci                                             | in der Kapelle Notre-Dame-des-Trois-Épis (Lage)         | PM68000695    | Classé       | 1993  |                |
| Gemälde Mariä Himmelfahrt                                                                | Ölfarbe auf Leinwand, erste Hälfte des 17. Jahrhunderts, nach Peter Paul Rubens                          | in der Kapelle Notre-Dame-des-Trois-Épis (Lage)         | PM68000701    | Classé       | 1993  |                |
| Schlüssel                                                                                | Schmiedeeisen, 18. Jahrhundert                                                                           | in der Kapelle Notre-Dame-des-Trois-Épis (Lage)         | PM68000705    | Classé       | 1993  |                |
| Gemälde Heiliger Antonius der Große                                                      | Ölfarbe auf Leinwand, vergoldeter Holzrahmen, vor 1777                                                   | in der Kapelle Notre-Dame-des-Trois-Épis (Lage)         | PM68000709    | Classé       | 1993  |                |
| Urkunde Niederlassungserlaubnis für den Kapuzinerorden                                   | Papier, Tinte, 1779                                                                                      | in der Kapelle Notre-Dame-des-Trois-Épis (Lage)         | PM68000714    | Classé       | 1993  |                |
| Skulptur Madonna von Trois-Épis                                                          | Holz, farbig gefasst und vergoldet, Mitte des 18. Jahrhunderts                                           | in der Kapelle Notre-Dame-des-Trois-Épis (Lage)         | PM68000681    | Classé       | 1993  |                |
| Passionsblumenleuchter                                                                   | Schmiedeeisen, bemalt, Mitte des 19. Jahrhunderts                                                        | in der Kapelle Notre-Dame-des-Trois-Épis (Lage)         | PM68000689    | Classé       | 1993  |                |
| Gemälde Die Madonna von Trois-Épis erscheint Thierry Schoere                             | Ölfarbe auf Leinwand, Mitte des 17. Jahrhunderts                                                         | in der Kapelle Notre-Dame-des-Trois-Épis (Lage)         | PM68000696    | Classé       | 1993  |                |
| Diptychon Das Wunder von Niedermorschwihr                                                | Ölfarbe auf Leinwand, Holzrahmen, 1867                                                                   | in der Kapelle Notre-Dame-des-Trois-Épis (Lage)         | PM68000700    | Classé       | 1993  |                |
| Gemälde Mariä Heimsuchung                                                                | Ölfarbe auf Leinwand, Holzrahmen, nach 1839, von Melchior Paul von Deschwanden                           | in der Kapelle Notre-Dame-des-Trois-Épis (Lage)         | PM68000702    | Classé       | 1993  |                |
| Gemälde Ansicht des Klosters                                                             | Ölfarbe auf Leinwand, 1824                                                                               | in der Kapelle Notre-Dame-des-Trois-Épis (Lage)         | PM68000703    | Classé       | 1993  |                |
| Votivtafel Nr. 13                                                                        | Ölfarbe auf Holz, 1817                                                                                   | in der Kapelle Notre-Dame-des-Trois-Épis (Lage)         | PM68000708    | Classé       | 1993  |                |
| Manuskript Geschichte von Trois-Épis von 1633 bis 1688                                   | Papier, Tinte, 1688                                                                                      | in der Kapelle Notre-Dame-des-Trois-Épis (Lage)         | PM68000715    | Classé       | 1993  |                |
| Messbuch                                                                                 | mit Ledereinband, gedruckt 1504 in Venedig                                                               | in der Kapelle Notre-Dame-des-Trois-Épis (Lage)         | PM68000719    | Classé       | 1993  |                |
| Konsolstein                                                                              | Sandstein, 18. Jahrhundert                                                                               | in der Kapelle Notre-Dame-des-Trois-Épis (Lage)         | PM68000687    | Classé       | 1993  |                |
| Vier Leuchter (Antoniterleuchter)                                                        | Silber, 18. Jahrhundert                                                                                  | in der Kapelle Notre-Dame-des-Trois-Épis (Lage)         | PM68000688    | Classé       | 1993  |                |
| Vier Erläuterungsmedaillons                                                              | Holz, bemalt und vergoldet, Mitte des 17. Jahrhunderts                                                   | in der Kapelle Notre-Dame-des-Trois-Épis (Lage)         | PM68000692    | Classé       | 1993  |                |
| Gemälde Beweinung Christi                                                                | Ölfarbe auf Leinwand, Ende des 18. oder Anfang des 19. Jahrhunderts                                      | in der Kapelle Notre-Dame-des-Trois-Épis (Lage)         | PM68000694    | Classé       | 1993  |                |
| Gemälde Das Weizensackwunder von Niedermorschwihr                                        | Ölfarbe auf Leinwand, Mitte des 17. Jahrhunderts                                                         | in der Kapelle Notre-Dame-des-Trois-Épis (Lage)         | PM68000697    | Classé       | 1993  |                |
| Krone der wundertätigen Madonna                                                          | Eiden, bronziert und Glas, 19. Jahrhundert                                                               | in der Kapelle Notre-Dame-des-Trois-Épis (Lage)         | PM68000706    | Classé       | 1993  |                |
| Votivtafel Nr. 11                                                                        | Ölfarbe auf Leinwand, Holzrahmen, 1814                                                                   | in der Kapelle Notre-Dame-des-Trois-Épis (Lage)         | PM68000710    | Classé       | 1993  |                |
| Urkunde                                                                                  | Pergament, Tinte, 1497                                                                                   | in der Kapelle Notre-Dame-des-Trois-Épis (Lage)         | PM68000713    | Classé       | 1993  |                |
| Buch Gesammelte Werke Ciceros                                                            | mit Ledereinband, 1617 gedruckt                                                                          | in der Kapelle Notre-Dame-des-Trois-Épis (Lage)         | PM68000716    | Classé       | 1993  |                |
| Zwei Bücher                                                                              | mit Ledereinband, 1545                                                                                   | in der Kapelle Notre-Dame-des-Trois-Épis (Lage)         | PM68000717    | Classé       | 1993  |                |